# Arthur Travers Harris
Sir Arthur Travers Harris, první baronet z Chipping Wycombe, GCB, OBE, AFC (13. dubna 1892 – 5. dubna 1984), ve Velké Británii byl během války známý též jako “Bomber” Harris či “Butcher”, velitel Bomber Command Royal Air Force od 22. února 1942 do 14. září 1945 (předchozím AOC-in-C Bomber Command RAF byl Sir Richard Edmund Charles Peirse).